# Mănăstirea Florești
Mănăstirea Florești este o mănăstire ortodoxă, situată în satul Florești, Vaslui. 

## Detalii
A fost construită între 1852-1881, pe ruinele ctitoriei ridicate, începând cu anul 1590, de către fost vornic al Țării de Sus, Cârstea Ghenovici și soția sa, Anghelina. Mănăstirea are stilul arhitectonic neogotic. În anul 1805, o icoană a fost adusă aici de Mitropolitul Țării Moldovei, Veniamin Costache (1768-1846). În 1749 icoana a fost împodobită cu aur și argint de Doamna Ecaterina, a doua soție a Domnului Țării Românești și al Moldovei, Constantin Mavrocordat (1711-1769).
În prezent este monument istoric (cod LMI VS-II-a-A-06798). 
Hramul Mănăstirii este Sf. Ilie Tezviteanul (20 iulie).